# Ménász konstantinápolyi pátriárka
(Szent) Ménász vagy Mennasz (ógörögül: Μηνάς, latinul: Menas, Mennas), (? – 552. augusztus 25.) konstantinápolyi pátriárka 536-tól haláláig.
Ménász Alexandriából származott. Előzőleg áldozópap volt és szent Sámson zarándokházának felügyelője. A Konstantinápolyba I. Iusztinianosz bizánci császárral tárgyalni érkezett I. Agapét pápa nevezett ki pátriárkává a monofizita I. Anthimosz helyébe (536. március 13.). Ménász már május 2. napján zsinatot hívott össze, ahol – Theodóra császárné támogatásával – monofizita ellenes határozatokat hoztak, amelyeket a császár is jóváhagyott.
543-ban Ménász kéréssel fordult Iusztinianoszhoz a pelagianizmus ügyében. A császár hamarosan elítélő nyilatkozatot tett közzé, de egy újabb rendeletével 3 nesztoriánusnak rágalmazott teológust is elítélt. A pátriárka azzal a kikötéssel járult hozzá a dokumentum aláírásához, hogy Vigiliusz pápa ellenkezése esetén visszavonja azt. 547. január 15-én Vigiliusz személyesen érkezett Konstantinápolyba, és nyilvánosan elutasította az egyházi közösséget a határozatok aláíróival, így a pátriárkával is. Június 29-én ugyan kiengesztelődő nyilatkozatot tett közzé, azonban néhány év múlva, 551 júliusában megszakította a kapcsolatot, majd augusztusban ismét kizárta az egyházból Ménászt. A pátriárka levélben kért bocsánatot a pápától, hogy fenntartások nélkül elfogadta a korábbi 4 zsinat határozatait, és kapcsolatot tartott az eretnekségek képviselőivel. Nem sokkal később, 16 évnyi kormányzás után elhunyt. Az ortodox egyház szentként tiszteli, ünnepnapját augusztus 24. napján üli meg. Neve belekerült a Római Martyrologiumba is.